# 中尾欣四郎
中尾 欣四郎（なかお きんしろう、1932年4月28日 - 2004年12月3日）は、日本の地球物理学者。北海道大学名誉教授。

## 人物
福岡県豊前市出身。
1951年福岡県立築上中部高等学校（現福岡県立青豊高等学校）卒業、1957年北海道大理学部地球物理学科卒業、1958年より同大学工学部土木工学科助手、1962年より同大学理学部地球物理学科助手、1972年より同大学理学部助教授、1976年より同大学教授、理学部地球物理学科陸水学講座を担任、1996年より同大大学院理学研究科、及び理学部学科目（地球物理学）を担任。
北海道大学在任中、北海道教育大学教育学部旭川校講師、及び筑波大学地球学科研究科講師を併任。
日本学術会議地球物理学研究連絡委員、陸水研究連絡委員、学術審議会委員、陸水学会評議員、陸水物理研究会運営委員長、アメリカ水文科学協会日本支部会長、水文科学会会長、北海道環境影響評価審議会委員、北海道温泉審議会委員、北海道公害対策審議会委員などを歴任。
1962年から1970年、道北サロベツ原野、道央倶多楽湖等において水文学的調査研究を行う。特に倶多楽湖における水位安定性の研究では、世界で初めて湖岸段丘に示される古水位に対する古気象学的評価を定量的に行い、陸水環境変動の実相を明らかにした。また、森林流域における流出特性を定量的に明らかにすることにより、基岩表面地下水流という新たな地下水流の存在を解明した。これらの研究成果は、その後の陸水学研究に大きな影響を与えるとともに、多数の文献にも引用されることとなる。
1971年、南極ビクトリアランドドライバレーにて、4ヶ月に及ぶ学術調査を行い、電気探査によって塩湖の拡大縮小の歴史を解明した。また、閉塞湖、開放湖の過去における水位変動を再現し、古降水量の定量的評価に関する研究を確立した。
1976年以降、教授として陸水学講座を担任するとともに、海外学術調査（科学研究費助成事業）の代表者として、アメリカ合衆国アラスカ州のハーディング湖及びセントローレンス島、中華人民共和国（中国）青海省の青海湖、ザイール（現コンゴ民主共和国）、ブルンジ共和国両国に跨るタンガニーカ湖、及びザイール、ルワンダ共和国両国に跨るキブ湖等において調査隊を指揮した。
極めて厳しい自然環境の下、不撓不屈の精神で長年にわたって続けられた国際的調査研究は、氷期における中国高原やチベット・ヒマラヤ高山域での雪氷圏拡大が、アジアモンスーンの収束を弱め、降水量を低下せしめ、熱帯収束帯を北上させ、その結果として北アフリカでの降水量増大をもたらしたことを明らかにするなど、地球規模の氷期及び間氷期における気候変動と陸水環境変動の相関メカニズムの解明に大きく貢献した。また、タンガニーカ湖及びキブ湖での調査等においては、深湖の深水層の擾乱（じょうらん）機構を湖沼物理学的に明らかにし、1986年に1700人余りの死者を出したカメルーンのニオス湖における二酸化炭素ガス噴出災害（湖水爆発）の発生メカニズムを解明するなどの成果も残した。
1996年より北海道大学名誉教授。
2004年12月3日、北海道北広島市の自宅にて死去。享年72歳(満年齢)。
二児の父。長男中尾融、次男中尾耕二。

## 論文
- 定山渓温泉の地球物理学的研究（福富孝治・藤木忠美・須川明と共著）(1958)
- 石狩川における融雪洪水量の算定（大坪喜久太郎・岸力と共著）(1959)
- 石狩川伊納の流出（第1報）（岸力と共著）(1960)
- 豊平川の流出解析（岸力と共著）(1961)
- 漁川およびその近隣河川の冬期渇水量（岸力・上岡一隆と共著）(1962)
- 石狩川上流部双雲別の流出解析（第2報）(1962)
- 豊平川の洪水解析（岸力と共著）(1962)
- 融雪水の流出（その1）上川試験地北谷の流出(1963)
- 山形県赤湯温泉の湧出機構と注水効果の機構（福富孝治・須川明・和田和夫・徳永英二と共著）(1963)
- リヤウシ湖および付近地下水の地球物理学的調査（小林大二・北原義章と共著）(1964)
- サロベツ原野の水文学的研究（その1）アチャルベシベ川地帯の被圧地下水調査(1965)
- サロベツ原野の水文学的研究（その2）蒪菜沼の水収支（徳永英二・愛沢行三と共著）(1965)
- 倶多楽湖の水収支（愛沢行三・大槻栄と共著）(1966)
- 閉塞湖からの分水界漏出 倶多楽湖（大槻栄・田上龍一・成瀬健廉三と共著）(1967)
- Study of Groundwater Storage in the River Basin(1967)
- 山形県天童温泉の地球物理学的研究（福富孝治・浦上晃一・大槻栄・和気徹・三好日出夫・田上龍一・小島正博・小泊重能・西田直樹と共著）(1967)
- 登別温泉大湯沼の水収支および熱収支（福富孝治・三好日出夫・田上龍一と共著）(1968)
- 倶多楽湖における湖面の長周期振動（三宅秀雄・大槻栄・小泊重能・大友和雄・河村政和と共著）(1969)
- 北海道白老町虎杖浜・竹浦地域の温泉調査報告（福富孝治・浦上晃一・大槻栄・田上龍一・三好日出夫・田上龍一・大友和雄・三宅秀雄・西和雄・佐倉保夫・前田俊一・滝沢隆俊・瀬川良明と共著）(1970)
- 湖沼水位の安定性についての研究(1971)
- 相沼地すべり地域の比抵抗探査（田治米鏡三・岡田広と共著）(1972)
- 南極 Victoria Land の Dry Valley 調査報告,1971－1972年の Vanda湖を中心とした地球物理および地球化学的調査について（予報）（鳥居鉄也・由佐悠記・橋本丈夫と共著）(1972)
- Report of the Japanese Summer Parties in Dry Valleys, victoria Land, 1971-1972, Sedimentary Structure near the Saline Lakes in Three Ice-Free Valleys, Victoria Land, Antarctica,inferred from Electrical Depth Sounding. with Y.Nishizaki and K.Nakayama (1972)
- Geophysical Identification of Frozen and Unfrozen Ground, Antarctica. with L.D.McGinnis and C.C.Clark (1973)
- 公団札幌-小樽道路張碓工事区地すべり調査（池田隆司・佐倉保夫と共著）(1973)
- 北海道の湖(1974)
- Hydrological Regime on the Regulation of Lake-level. A contribution to the Paleolimnological Study of Lake Biwa. (1974)
- 閉塞湖の旧長汀線痕跡からみた古降水量の推定－地質時代にさかのぼる雨量計としての湖沼－(1975)
- Sedimentary Structure near Lake Yogo inferredfrom Electrical Depth Sounding. with S. Horie(1976)
- Evaluation of the Pluvial Evidences of Lake Ikeda by Water Budget.(1975)
- Buried Forest in Lake Yogo-ko and its Significance for the Study of Past Bio-environments. with S. Horie and S. Kanari(1975)
- 間歇的地すべりの発生要国としての地下水挙動（池田隆司・佐倉保夫と共著）(1975)
- 網走東藻琴村水源調査(1976)
- 羊蹄山半月湖の水収支と古降水量の推定（大友和雄・川村政和・内田和隆と共著）(1976)
- Paleolimnological Record in the Post-Glacial Sediment of Lake Oikamanai in the South-East Coast of Hokkaido Island，Japan. with S. Okabe，J. Ishii， K. Yaskawa and S. Horie(1976)
- EstiIllations of AncieI1t Precipitation during the Pluvial and Dry Epochs about Three Closed Lakes.(1976)
- ユニブーム地層探査機による網走湖の湖底堆積構造（山下武男と共著）(1978)
- 有珠山噴火の降灰でもたらされた洞爺湖水中懸濁物の沈降過程（谷沢享子・梶原昌弘・飯作党・石井次郎・小泊重能・知北和久・大泉裕一・瀬川良明・太井子宏和と共著）(1978)
- Paleohydrology of Lake Vanda in Wright Valley，Antarctica inferred from Granulometric(1979)
- Climatic Temperature Anomaly in Bottom Sediments of Lake Biwa. with K. Tanizawa(1979)
- Origin of Harding Lake. with R. Tanoue(1981)
- Water budget and lake-level stability of Harding Lake. with R. Tanoue， T. Oike and J. LaPerrier(1980)
- Climatic changes in the Interior Alaska. with J. LaPerriere and T.A. Ager(1980)
- Sedimental process in Harding Lake. with M. Kajihara，K. Aujino and T. Oike(1980)
- Thermal regime of Harding Lake. with K. Fujino and M. Kajihar(1980)
- Sedimentation and Paleolimnology.(1980)
- Originof Harding.Lake in the Interior Alaska. with R. Tanoue and T. Yokoyama(1980)
- Water Budget and Lake-Level Stability of Harding Lake in the Interior Alaska. with R. Tanoue，T. Oike and J. LaPerriere(1981)
- ThermalReghne of Harding Lake in the Interior Alaska. with K. Fujino and M. Kajihara(1981)
- Suspended Matter, Turbidity, and Bottom Sediment in Harding Lake, Alaska, USA(1981)
- 十勝川水系の河床低下に伴う沖積層地下水の変動(1981)
- 河川水位の季節変動による地下水流出の調節(1981)
- 中国の塩湖とドライバレー(1982)
- 火山噴火に伴う湖環境の変動－洞爺湖(1982)
- 洞爺湖に流入した泥流の拡散（瀬戸口泰史・知北和久と共著）(1982)
- 塩淡境界における懸濁物の集積機構（松原三喜・石井吉之・知北和久と共著）(1983)
- 陸水のトリチウム濃度分布(序報)（石井吉之と共著）(1983)
- 網走湖の湖環境変遷(1984)
- ベーリング海セント・ローレンス島調査記(1985)
- Hydrological regime in tundra plain，St. Lawrence Island in Bering Sea. with Y. Ishii，K. Urakami and J. LaPerriere(1985)
- Sedimentary environment in St. Lawrence Island，Alaska. with K. Chikita，S. Nakaya，K. Urakami and Y. Ishii(1985)
- Climatic changes and vegetational history of the Interior Alaska inferred from dri11ed cores at the Harding Lake. with T.A. Ager(1985)
- Hydrological Regime in Tundra Plain，St. Lawrence Island in Bering Sea. with Y. Ishii，K. Urakami and J. LaPerriere(1986)
- Palaeoenvironment in St. Lawrence Island，A laska. with K. Chikita，S. Nakaya，K. Urakami and Y. Ishii(1986)
- 基岩表面地下水流が卓越する河川源流域における山腹斜面からの流出特性（石井吉之と共著）(1987)
- 池田湖水位の経年変動に関する水収支的考察(1987)
- 札内川の伏没・復水機構（石井吉之・小泊重能と共著）(1987)
- Characteristics of Subsurface Stormflow from Forested Hi11s1opes-Overbedrock Subsurface Flow-. with Y. Ishii and H. Nishida(1987)
- 湖環境の変動機構-網走湖-(1988)
- Hydrologic Regime in Tundra Plain， Permafrost Regions， Alaska. Abstract. with A. Tokunaga(1990)
- 海岸湖沼の海への関口頻度の水収支評価と湖環境の変遷(1990)
- 国際共同研究に期待するもの(1994)
- Geomorphological History of the Basin and the Origin of Qirighai Lake，Qinghai Plateau，China. with R. Tanoue and M. Okayain(1995)
- Palaeohydrological Evaluations for Qinghai Lake，Qinghai Plateau，China，on the Climatic Changes Since the Late Pleistocene. with K. Urakami，Y. Momoki and E. Tokunaga(1995)